# Hanan Eshel

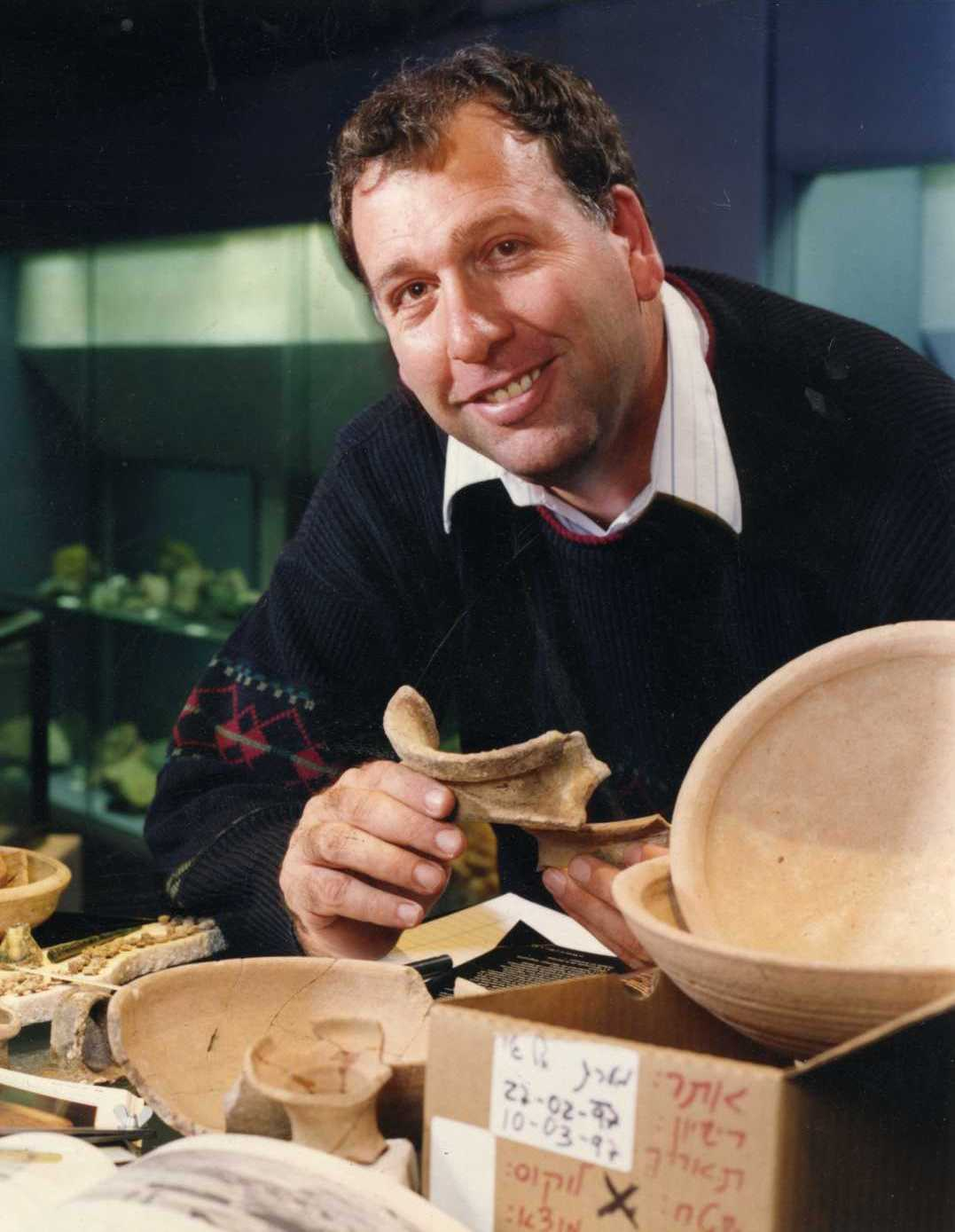
Fotografia de Hanan Eshel.

Hanan Eshel (Nascido em Rehovot em 25 de Julho de 1958, morreu em 8 de abril de 2010) foi um arqueólogo israelense e historiador, bem conhecido no campo da Manuscritos do Mar Morto, embora ele fez uma pesquisa sobre os períodos dos Asmoneus e Bar Kokhba também. Com Magen Broshi, ele descobriu várias cavernas residenciais nas proximidades de Qumran e co-publicou vários documentos historicamente significativos de Qumran.

## Progresso acadêmico
Eshel recebeu sua formação acadêmica na Universidade Hebraica de Jerusalém, completando seu bacharelado no Instituto de Arqueologia em 1984, seu MA 1985-1988 e seu Ph.D. em 1993, ambos no Departamento de História Judaica. Seu doutorado foi sobre as origens do samaritanismo. Enquanto trabalhava em seu doutorado, ele começou a lecionar no departamento de Estudos e Arqueologia da Terra de Israel na Universidade Bar-Ilan. Isso foi em 1990. Ele permaneceria em Bar-Ilan pelos próximos vinte anos, recebendo uma nomeação como professor associado em 1999 e atuando como chefe do departamento entre 2002 e 2004.

## Arqueólogo
Como arqueólogo, Eshel trabalhou em 1986 e 1993 em várias cavernas no deserto da Judeia, onde refugiados se esconderam dos romanos durante a revolta de Bar Kokhba. Em uma caverna perto de Jericó, ele encontrou 19 documentos comerciais em hebraico, aramaico e grego. De 1995 a 1999, co-dirigiu cinco temporadas em Tel Yatir, perto de Arad. Eshel realizou três temporadas em Qumran com Magen Broshi em 1996, 2001 e 2002, descobrindo, entre outras coisas, os restos de uma série de cavernas habitadas no momento do uso do assentamento de Qumran.
Em 2004, foi mostrado a Eshel fragmentos de textos hebraicos antigos que foram oferecidos no mercado negro. Aparentemente, essa foi uma tentativa do detentor de estimar o valor de sua descoberta. No ano seguinte, Eshel descobriu que o texto não havia sido vendido e, com o dinheiro da Universidade Bar-Ilan, ele comprou o material e o entregou à Autoridade de Antiguidades de Israel. Ele acreditava que os fragmentos, do livro de Levítico, se originaram em uma das cavernas de Nahal Arugot, usadas como refúgios dos romanos no segundo século.

## Publicações
Eshel editou vários livros e publicou mais de 200 artigos. Seus artigos incluem:
- "A Qumran Composition Containing Part of Ps. 154 and a Prayer for the Welfare of King Jonathan and his Kingdom", with Ada Yardeni and Esther Eshel, in Israel Exploration Journal, 42.3/4 (1992), pp. 199–229.
- "Residential Caves at Qumran", with Magen Broshi, in Dead Sea Discoveries, 6 (1999), pp. 266–273.
- "Aqueducts in the Copper Scroll", in Copper Scroll Studies, ed. George J. Brooke and Philip R. Davies, (London: Sheffield Academic Press, 2002), pp. 92–107.
- 'A Document from "Year 4 of the Destruction of the House of Israel"', with Ada Yardeni and Esther Eshel, in Dead Sea Discoveries, 18 (2011), pp. 1–28.

Seus livros incluem:
- Refuge Caves of the Bar Kokhba Revolt (two volumes) written with Roi Porat (Israel Exploration Society 1998).
- The Dead Sea scrolls and the Hasmonean state. (Grand Rapids/Mich: William B. Eerdmans Pub; Jerusalem: Yad Ben-Zvi Press 2008). ISBN 978-0-8028-6285-3
- Qumran: Scrolls, Caves, History. (Jerusalem: Carta 2009). ISBN 978-965-220-757-9ISBN 978-965-220-757-9

## Vida pessoal
Durante seu serviço militar (1977–1980), Hanan Eshel conheceu e se casou com sua esposa, Esther ("Esti") Eshel, uma epigrafista, com a qual escreveu vários artigos acadêmicos. Eshel deixa sua esposa, um filho, Avshalom, uma filha, Michal e três netos.